# Partido de Berisso
Partido de Berisso är en kommun i Argentina.   Den ligger i provinsen Buenos Aires, i den östra delen av landet, 60 km sydost om huvudstaden Buenos Aires. Antalet invånare är 80 092.
Trakten runt Partido de Berisso består till största delen av jordbruksmark. Runt Partido de Berisso är det tätbefolkat, med 397 invånare per kvadratkilometer.